# Agroeca guttulata
Agroeca guttulata är en spindelart som beskrevs av Simon 1897. Agroeca guttulata ingår i släktet Agroeca och familjen månspindlar. Inga underarter finns listade i Catalogue of Life.